# Bigo Bay
Die Bigo Bay ist eine 10 km breite und 13 km lange Bucht an der Graham-Küste des Grahamlands auf der Antarktischen Halbinsel. Sie liegt zwischen dem Kap García und der Magnier-Halbinsel.
Entdeckt wurde sie bei der Vierten Französischen Antarktisexpedition (1903–1905) unter der Leitung des Polarforschers Jean-Baptiste Charcot, jedoch irrtümlich als südlicher Teil der Leroux-Bucht kartiert. Teilnehmer der British Graham Land Expedition (1934–1937) erkannten, dass diese von der hier beschriebenen Bucht durch die von den Magnier Peaks überragte Halbinsel getrennt wird. Rymill benannte sie nach dem Mount Bigo am Kopfende der Bucht. Dessen Namensgeber wiederum ist der französische Schiffseigner Robert Bigo aus Calais, Mitglied der Ligue Maritime Française und Sponsor der von Charcot ebenfalls geleiteten Fünften Französischen Antarktisexpedition (1908–1910).